# ゴリエと申します。
『ゴリエと申します。』（ごりえともうします）は、フジテレビ系列で2022年4月16日から6月25日まで放送されていたバラエティ番組である。

## 概要
フジテレビ系列で2001年から2006年まで放送された「ワンナイR&R」シリーズから誕生した、ガレッジセール・ゴリ扮するコントキャラクター『松浦ゴリエ』のレギュラー番組。コントの世界を飛び出し様々な人との交流を深め、令和の日本を明るく元気にしていく。
ゴリエは2021年に「くらしのマーケット」のテレビCMに起用されて以降、『新しいカギ』（2021年8月27日放送分）へのゲスト出演、ももいろクローバーZ司会の大型音楽番組『第5回 ももいろ歌合戦』出場など、再び注目が集まっていた。同番組はゴリエ自身にとって16年ぶりのレギュラー番組である。また、『新しいカギ』で丸山礼が演じた“ゴリエの娘”もレギュラー出演。
総合演出は、『ワンナイ』で演出を務めた渡辺琢が担当している。
2022年6月8日に『恋のPecori♥Lesson』以来16年ぶりとなる新曲『若いってすばらしい／私のママは2個結び』の2曲を両A面シングルとしてリリースする予定である。『若いってすばらしい』は1966年に槇みちるがリリースした楽曲のカバー。『私のママは2個結び』はゴリエ自らが作詞したオリジナル曲である。なお、音楽活動においては、ゴリエと丸山に加え、俳優の桜井美里が参加するユニット・Gorie with Rei＆Misato名義で行う。

## 出演者
- 松浦ゴリエ（ゴリ）
- 丸山礼

## スタッフ
- ナレーター：堤礼実・藤本万梨乃・永尾亜子（フジテレビアナウンサー、堤→2022年4月16日-5月27日・6月17日・6月24日、藤本→2022年6月3日、永尾→2022年6月18日）【週替り】
- 構成：松井洋介、福原フトシ、石原健次、榊暁彦
- CAM：小川利行、遠藤俊洋、宮﨑健司、小出豊
- AUD：加瀬悦史、片山勇、高橋幸則、小清水健治
- LD：安藤雄郎、川田敦史
- TM：橋本雄司
- アートコーディネーター：林勇
- 美術制作：平井秀樹（フジテレビ）
- 衣裳：宮澤愛
- メイク：宮崎香
- かつら：寒郡千恵
- 編集：井上真一、伊藤陽香
- MA：吉田肇
- 音効：大久保吉久
- CGタイトル：木本禎子（フジテレビ）
- キャラクターデザイン：勝又透江
- ロゴデザイン：坂田亜希穂
- TK：水越理恵
- 編成：佐藤未郷（フジテレビ）
- ライツ事業部：内ヶ崎秀行、出樋昌稔、高木直人、田沼玲奈、齊藤真利、清水真紀子（フジテレビ）
- 広報：藏内彩季子（フジテレビ）
- デスク：藤田冴子
- 技術協力：ニューテレス、fmt、Eno STUDIO、casinodrive
- プロデューサー：八木未果子
- FD：林成美
- AD：中筋朱音
- ディレクター：鈴木善貴・田中良樹（フジテレビ）、楠田健太・勝部美帆（ガスコイン・カンパニー）
- 演出：渡辺琢（フジテレビ）
- チーフプロデューサー：矢﨑裕明（フジテレビ）
- 制作：フジテレビ編成制作局制作センター第二制作室
- 制作著作：フジテレビ